# Sébastien Gervais
Sébastien Gervais est un joueur de football français né le 2 décembre 1976 à Bordeaux. Il évolue au poste de milieu de terrain.
Il a joué 30 matchs en Division 2 et 1 match en Coupe des Vainqueurs de Coupes.

## Biographie
En 1991, déjà joueur du Nîmes Olympique, il dispute la Coupe nationale des minimes avec la sélection de la Ligue du Languedoc-Roussillon.